# Historic X-over
Historic X-over（ヒステリック・クロス-オーバー）は、新日本プロレスとスターダムが主催するプロレス興行。また、同興行を扱うPPVの名称。新日本プロレスとスターダムが初の合同興行を開催する。

## 概要
2022年6月6日、新日本プロレスとスターダムの両団体の親会社である、ブシロードが15周年記念イベント発表会を行い、その中で新日本とスターダムが史上初の合同興行を行う事を発表した。
8月23日、ブシロードの木谷高明社長、新日本プロレスの菅林直樹会長が会見を行い、第一弾のカードとして、初代IWGP女子王座決定トーナメントの開催と日程、男女混合タッグマッチ（ミックスドマッチ）3試合を発表した。また、同会見には両団体を代表して、棚橋弘至と岩谷麻優が登壇した。
尚、ミックスドマッチは従来新日本では認めていない為、ルールとして、同性の選手同士が戦い、相手が異性の選手にタッチしたら、強制的にパートナーの異性の選手に変わらなければいけないルールを採用する。
10月26日、新日本『バトル・オータム’22』後楽園ホールにて初代NJPW WORLD認定TV王座決定トーナメントのグレート-O-カーンvs矢野通戦の途中、翌年1月でマット界から姿を消すグレード・ムタが登場。オーカーンに毒霧を浴びせて矢野の勝利をアシスト。試合後、ムタが矢野、オカダ・カズチカとのタッグでHistoric X-overに参戦することを明かした。
11月5日、新日本『バトル・オータム’22』最終戦の大阪府立体育会館大会にて、IWGP USヘビー級選手権試合を制したウィル・オスプレイがHistoric X-overでの防衛戦敢行を表明。そこにイギリス遠征中であった海野翔太が登場。挑戦者に名乗りを上げた。

## 試合結果

### Historic X-over
| 第0-1試合 15分1本勝負 ■オスカー・ロイベ デビュー戦 |                                                 |                                                                                  |
| ●オスカー・ロイベ 藤田晃生 大岩陵平 中島佑斗 | 9分39秒 DPD→片エビ固め                          | ケビン・ナイト ゲイブリエル・キッド アレックス・コグリン○ クラーク・コナーズ     |
| 第0-2試合 スターダムランボー |                                                 |                                                                                  |
| ○MIRAI | 23分06秒 ミラマーレ・ショック→片エビ固め        | スーパー・ストロング・スターダム・マシン●                                        |
| 15人出場 ※退場順 1.飯田沙耶、2.向後桃、月山和香、3.妃南、4.琉悪夏、5.刀羅ナツコ、6.吏南、7.羽南、8.コグマ、9.葉月、10.壮麗亜美、11.天咲光由12.鹿島沙希 |                                                 |                                                                                  |
| 第1試合 20分1本勝負 |                                                 |                                                                                  |
| ○リオ・ラッシュ YOH YOSHI-HASHI 石井智宏 | 7分05秒 3K→片エビ固め                           | ディック東郷● SHO 高橋裕二郎 EVIL                                                |
| 第2試合 20分1本勝負 |                                                 |                                                                                  |
| レディ・C AZM ○上谷沙弥 | 9分09秒 ファイヤーバードスプラッシュ→片エビ固め | テクラ 桜井まい● ひめか                                                          |
| 第3試合 30分1本勝負 ■ミックスドタッグマッチ |                                                 |                                                                                  |
| 朱里 ●トム・ローラー | 10分29秒 ヨーロピアンクラッチ                   | ジュリア ザック・セイバーJr.○                                                    |
| 第4試合 30分1本勝負 ■ミックスド8人タッグマッチ |                                                 |                                                                                  |
| なつぽい 中野たむ 金丸義信 ○タイチ | 12分01秒 ブラックメフィスト→片エビ固め          | 渡辺桃 スターライト・キッド DOUKI● エル・デスペラード                            |
| 第5試合 30分1本勝負 ■ミックスドタッグマッチ |                                                 |                                                                                  |
| ○林下詩美 棚橋弘至 | 9分36秒 ハイジャックボム→片エビ固め             | 舞華● 後藤洋央紀                                                                 |
| 第6試合 30分1本勝負 |                                                 |                                                                                  |
| ●BUSHI 高橋ヒロム SANADA 鷹木信悟 内藤哲也 | 9分55秒 コリオリス→体固め                       | ギデオン・グレイ フランシスコ・アキラ TJP カイル・フレッチャー○ マーク・デイビス |
| 第7試合 30分1本勝負 ■グレート・ムタ新日本プロレスラストマッチ                                                                                          |                                                 |                                                                                  |
| グレート・ムタ 矢野通 ○オカダ・カズチカ | 9分48秒 レインメーカー→片エビ固め               | アーロン・ヘナーレ● グレート-O-カーン ジェフ・コブ                               |
| 第8試合 60分1本勝負 ■IWGP USヘビー級選手権試合 |                                                 |                                                                                  |
| ●海野翔太 (挑戦者) | 23分30秒 ストームブレイカー→片エビ固め          | ウィル・オスプレイ○ (第16代IWGP USヘビー級王者)                                  |
| ※王者が4度目の防衛に成功。 |                                                 |                                                                                  |
| 第9試合 60分1本勝負 ■初代IWGP女子王座決定トーナメント決勝戦                                                                                            |                                                 |                                                                                  |
| ●岩谷麻優 | 25分28秒 インセインエルボー→エビ固め            | KAIRI○                                                                           |
| ※KAIRIが初代王者となる。 |                                                 |                                                                                  |